# Dziecko

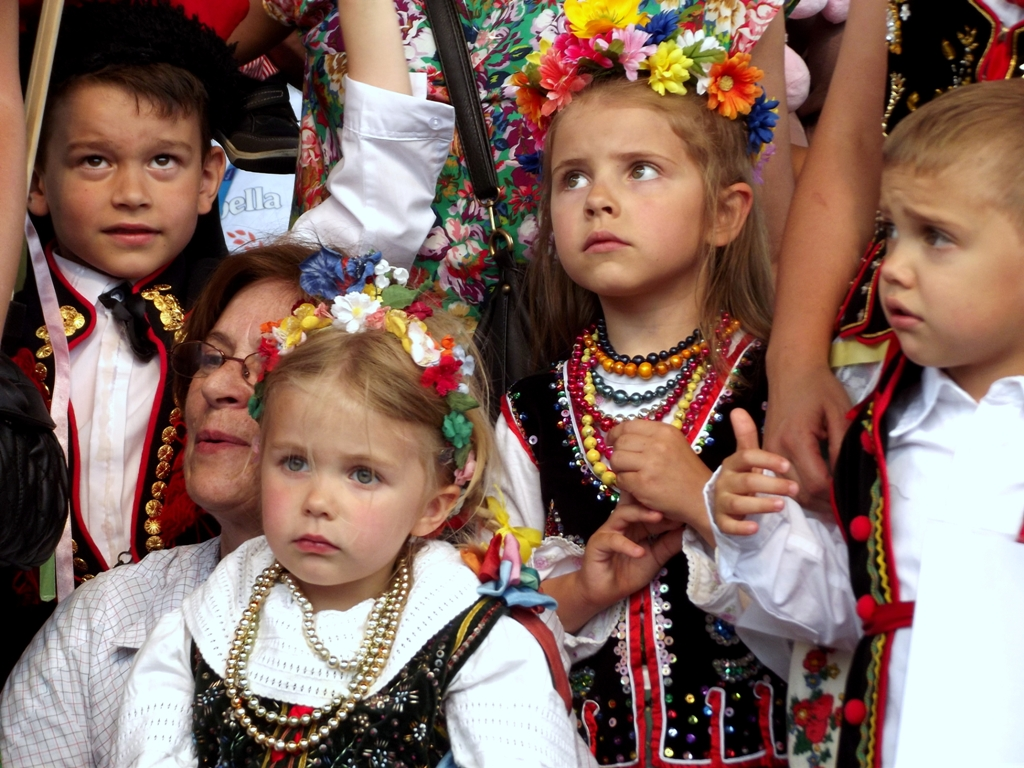
Dzieci w polskich strojach ludowych

Dziecko – człowiek w okresie od urodzenia do osiągnięcia dojrzałości płciowej lub pomiędzy okresem niemowlęcym a wiekiem młodzieńczym. Słowo to może również odnosić się do istoty ludzkiej, która jeszcze się nie urodziła. W ujęciu prawnym termin „dziecko” odnosi się zazwyczaj do osoby małoletniej, czyli takiej która nie osiągnęła lokalnego wieku pełnoletniości. Dzieci mają na ogół mniej praw i obowiązków niż dorośli.

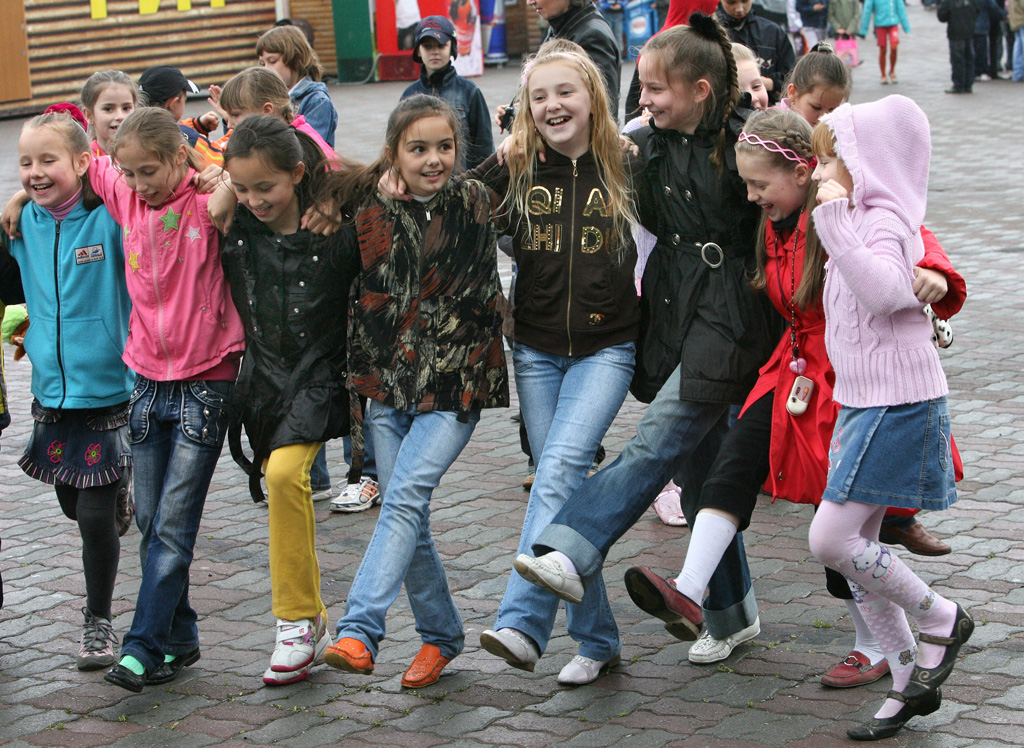
Dzieci świętujące Dzień Dziecka

Słowo „dziecko” może odnosić się również do relacji z rodzicem (np. synowie i córki niezależnie od wieku).

## Dziecko jako nazwa relacji rodzinnej
W innym znaczeniu dziecko to także syn lub córka, niezależnie od jego aktualnego wieku i stopnia dojrzałości (np. w zdaniu: Tomek jest dzieckiem Andrzeja i Krystyny.). W tym znaczeniu słowa tego używa na przykład Kodeks rodzinny i opiekuńczy. Definiowane jest wtedy jako bezpośredni zstępny rodzica, od którego pochodzi bezpośrednio. Natomiast dzieckiem przybranym jest dziecko współmałżonka z innego związku. Dzieci tych samych rodziców, bądź mające wspólnego jednego rodzica, to rodzeństwo.

## Dziecko w świetle prawa

### Dziecko w prawie polskim
Ustawa o Rzeczniku Praw Dziecka za dziecko uznaje każdą istotę ludzką od poczęcia do osiągnięcia pełnoletniości (tj. co do zasady 18 lat). W polskim prawie nie istnieje jedna uniwersalna definicja dziecka – różne akty prawne definiują to pojęcie w zależności od kontekstu (np. prawa rodzinnego, karnego, cywilnego).
Dziecko w polskim prawie nie posiada pełni praw obywatelskich i musi zawsze posiadać jakiegoś prawnego opiekuna, który z jednej strony odpowiada za niego prawnie (por. władza rodzicielska), a z drugiej ma obowiązek zapewniać mu materialną i psychiczną opiekę.
Prawo i obowiązek do sprawowania tej opieki (zwanej prawami rodzicielskimi) przysługuje w pierwszej kolejności biologicznym rodzicom dziecka. Gdy z jakichś względów rodzice nie mogą lub nie chcą sprawować tej opieki, sąd rodzinny ma prawo przydzielić ją komuś innemu (adopcja). Jeśli dziecko, które nie ma rodziców lub którego rodzice zrzekli się praw rodzicielskich, nie zostanie adoptowane, jego opiekunem prawnym staje się państwo.
Prawo polskie w obszarze praw dziecka i prawa adopcyjnego jest w pełni zgodne z Konwencją o prawach dziecka, którą Polska ratyfikowała i której ma obowiązek przestrzegać.

### Dziecko w prawie międzynarodowym
W prawie międzynarodowym podstawowym dokumentem regulującym status dziecka jest Konwencja o prawach dziecka, przyjętą przez Zgromadzenie Ogólne Organizacji Narodów Zjednoczonych 20 listopada 1989 roku. Według niej „dziecko” oznacza każdą istotę ludzką w wieku poniżej osiemnastu lat, chyba że zgodnie z prawem odnoszącym się do dziecka uzyska ono wcześniej pełnoletniość (art. 1); dziecko, z uwagi na swoją niedojrzałość fizyczną oraz umysłową, wymaga szczególnej opieki i troski, w tym właściwej ochrony prawnej, zarówno przed jak i po urodzeniu (wstęp). Konwencja została ratyfikowana przez niemal wszystkie państwa świata, w tym Polskę w 1991 roku.

## Dziecko w psychologii i pedagogice
W psychologii dziecko postrzegane jest jako jednostka w intensywnym procesie rozwoju fizycznego, emocjonalnego, społecznego i poznawczego. Teorie rozwoju dziecka – od klasycznych (Piaget, Erikson) po współczesne (Wygotski, Bronfenbrenner) – podkreślają znaczenie środowiska, relacji z opiekunami oraz indywidualnych predyspozycji. W pedagogice dziecko traktowane jest jako podmiot wychowania, a nie jego przedmiot – co stanowi podstawę nowoczesnych systemów edukacyjnych.

## Etapy rozwojowe dziecka

### Okres prenatalny
Okres prenatalny (od poczęcia do narodzin) to pierwszy etap rozwoju człowieka, w którym kształtują się podstawowe struktury fizyczne i neurologiczne. Warunki życia płodowego, takie jak odżywianie matki, stres czy ekspozycja na substancje toksyczne, mają istotny wpływ na dalszy rozwój dziecka.

### Wczesne dzieciństwo

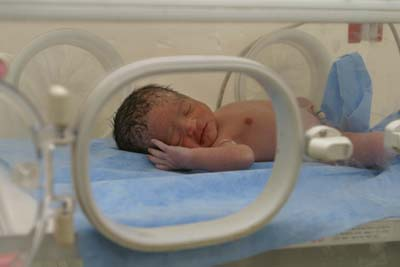
Noworodek w inkubatorze

Wczesne dzieciństwo przypada na okres od narodzin do 3 roku życia, przy czym można wyróżnić okres niemowlęcy i poniemowlęcy.
W tym czasie dzieci uczą się chodzić i mówić. Kształtuje się również motoryka mała i duża. Jest to okres kluczowy dla wytworzenia się więzi z opiekunem, mimo że z reguły nie pamiętamy tych wczesnych lat. Dzieci uczą się poprzez obserwację, eksperymentowanie i komunikowanie się z innymi, a dorośli nadzorują i wspierają ich rozwój, co z czasem prowadzi do coraz większej autonomii. 
W tym okresie dziecko przechodzi przez fazę „ufność kontra nieufność” (wg Eriksona), a następnie „autonomia kontra wstyd i zwątpienie”, co oznacza, że rozwój emocjonalny i poczucie bezpieczeństwa są kluczowe dla dalszego funkcjonowania społecznego i poznawczego. 

### Średnie dzieciństwo
Średnie dzieciństwo, inaczej wiek przedszkolny, to okres od 4 do 6 roku życia. Początek tego etapu wiąże się z przejściem ze środowiska domowego do przedszkolnego. Jego celem jest osiągnięcie dojrzałości szkolnej.
W tym czasie dzieci poznają różnice między płciami, uczą się ról płciowych oraz kształtuje się u nich tożsamość płciowa. W tym okresie tworzy się także silna więź emocjonalna między dzieckiem a opiekunami. To również czas, gdy dzieci zaczynają uczęszczać do przedszkola, a później do szkoły podstawowej, wchodząc tym samym w życie społeczne.
W tym czasie rozwija się myślenie symboliczne i wyobraźnia, a zabawa pełni funkcję treningu ról społecznych i emocjonalnych. Dziecko uczy się inicjatywy, ale może też doświadczać poczucia winy.

### Późne dzieciństwo

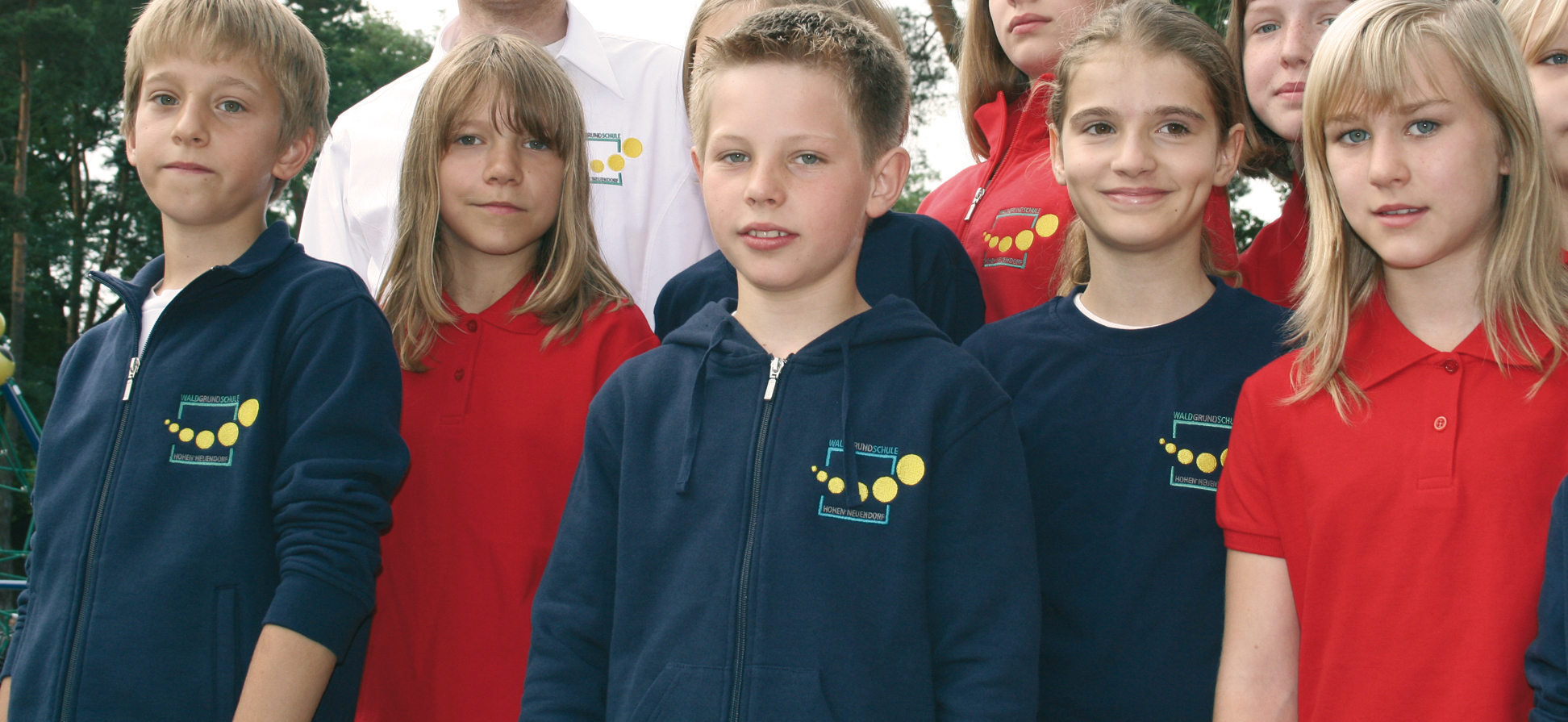
Dzieci – uczniowie szkoły podstawowej

Późne dzieciństwo, inaczej okres szkolny lub preadolescencja, przypada mniej więcej na okres od 7 do 11 roku życia.
Po rozpoczęciu nauki w szkole mogą ujawnić się różnego rodzaju zaburzenia psychiczne lub neurorozwojowe, które wcześniej nie były zauważalne. Niektóre z nich to: autyzm, dysleksja, dyskalkulia i ADHD.
Dziecko wchodzi w stadium operacji konkretnych, co oznacza rozwój logicznego myślenia opartego na realnych sytuacjach. Erikson określa ten etap jako „pracowitość kontra poczucie niższości” – dziecko porównuje się z rówieśnikami i buduje poczucie kompetencji.
Dzieci mogą z różnych powodów odmawiać chodzenia do szkoły lub wagarować. Jednym z nich jest lęk separacyjny.

### Okres dojrzewania
Za okres dojrzewania uznaje się zwykle czas pomiędzy rozpoczęciem pokwitania a osiągnięciem pełnoletniości, co w większości odpowiada okresowi nastoletniemu (11-19 lat). Chociaż z biologicznego punktu widzenia dziecko to człowiek od narodzin aż do osiągnięcia dojrzałości płciowej, to w świetle prawa nastolatkowie uznawani są za dzieci, ponieważ zazwyczaj nie mają praw osób dorosłych i w wielu krajach nadal podlegają obowiązkowi szkolnemu.
W psychologii rozwojowej wyróżnia się często wczesną adolescencję (11–14 lat) i późną adolescencję (15–19 lat). W pierwszej fazie dominuje rozwój biologiczny i emocjonalny, w drugiej – kształtowanie tożsamości, wartości i planów życiowych. To czas szczególnej wrażliwości na wpływ rówieśników i potrzeby autonomii.
Adolescencja to czas intensywnych zmian hormonalnych, emocjonalnych i społecznych. Rozwija się myślenie abstrakcyjne, a według Eriksona młody człowiek mierzy się z konfliktem „tożsamość kontra pomieszanie ról”.

## Zdrowe dzieciństwo

### Zabawa

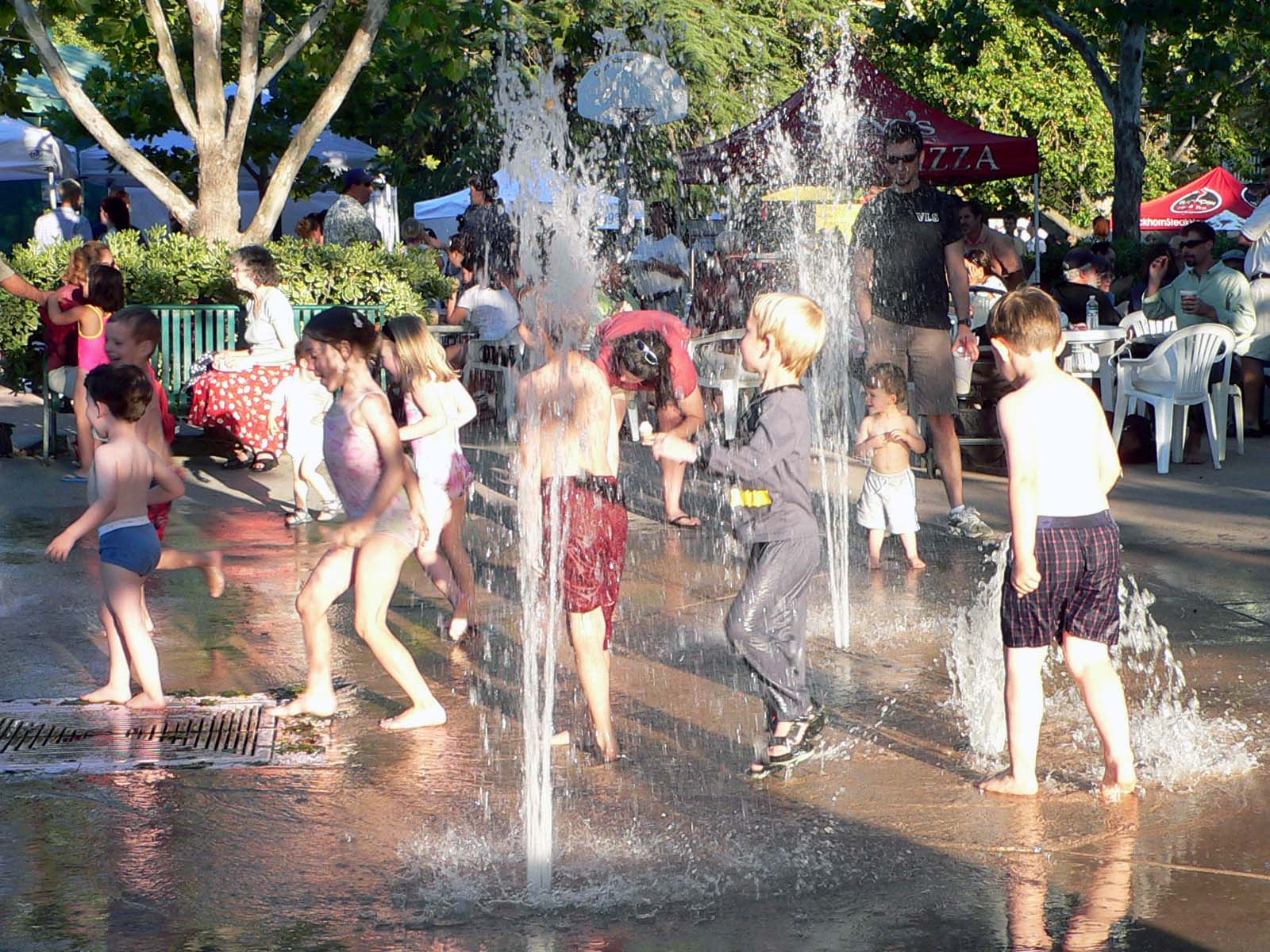
Dzieci bawią się w fontannie podczas letniego wieczoru.

Zabawa ma kluczowe znaczenie dla rozwoju poznawczego, fizycznego, społecznego i emocjonalnego dzieci. Zapewnia dzieciom możliwości rozwoju fizycznego (bieganie, skakanie, wspinanie się itp.), intelektualnego (umiejętności społeczne, normy społeczne, etyka i wiedza ogólna) oraz emocjonalnego (empatia, współczucie i przyjaźnie) . Nieustrukturyzowana zabawa pobudza kreatywność i wyobraźnię. Zabawa i interakcja z innymi dziećmi, a także niektórymi dorosłymi, stwarza okazje do nawiązywania przyjaźni, interakcji społecznych, powstawania konfliktów i ich rozwiązywania.
Prawo do zabawy zostało uznane przez Komisję Praw Człowieka ONZ za jedno z praw przysługujących każdemu dziecku.

## Dziecko w społeczeństwie i kulturze
Społeczeństwa różnią się między sobą pod względem tego, gdzie wyznaczają granicę dzieciństwa oraz jak również w stosunku, jaką rolę przypisują do dziecka w strukturze społecznej.

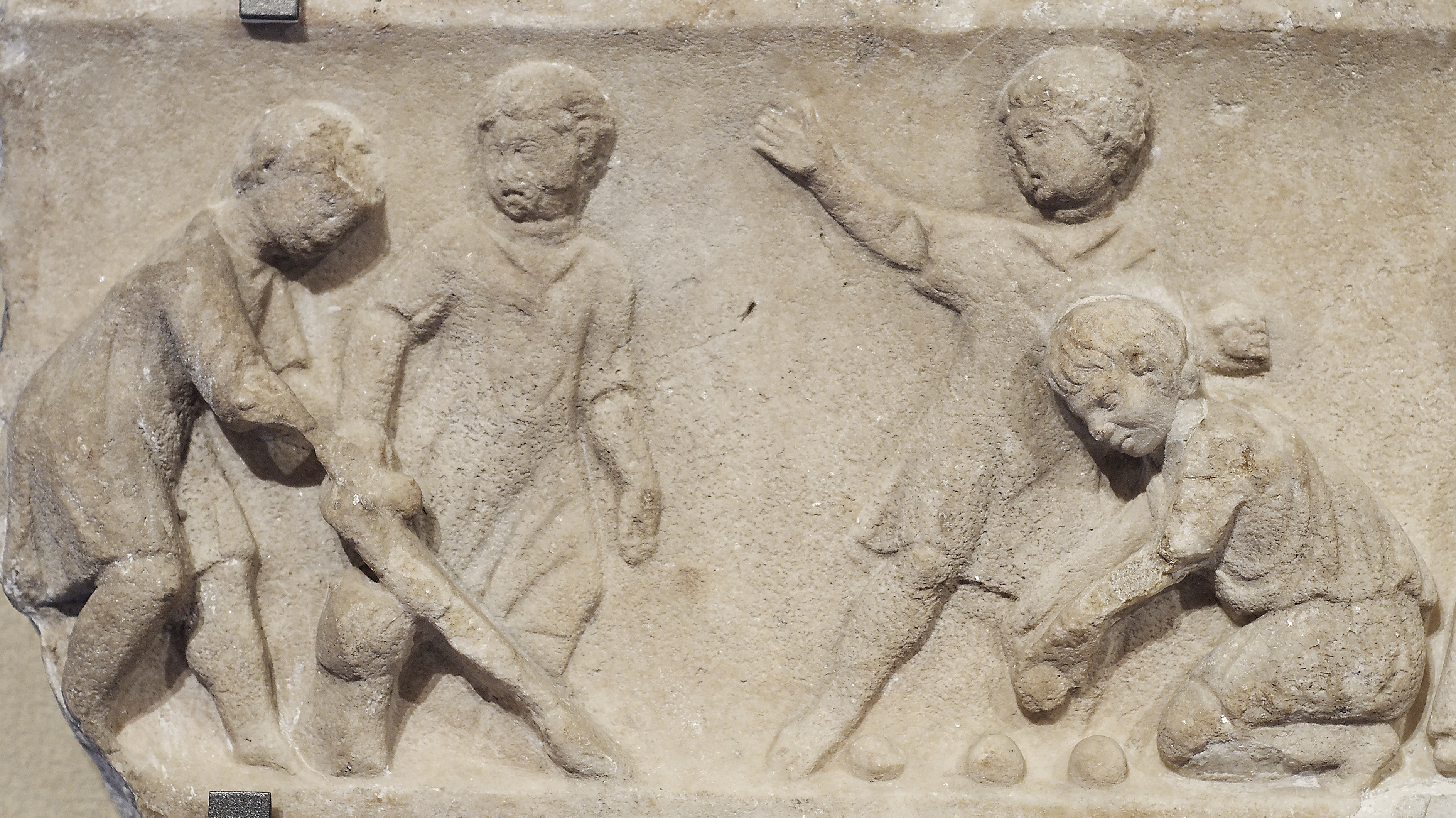
Dzieci grające w piłkę, rzymska płaskorzeźba z II wieku

W wielu społeczeństwach spotykano się i spotyka się nadal przypadki małżeństw zawieranych przez osoby nastoletnie (w średniowieczu dla dziewczynki dolna granica wieku wynosiła 12 lat, podobnie było u Żydów w starożytności, prawo rzymskie uznawało dziewczęta za dojrzałe od skończenia lat 12, chłopców od lat 14), co bierze się stąd, że osiągnąwszy biologiczną zdolność rozrodczą, nie są one już w takich społeczeństwach uznawane za dzieci.
W niektórych społeczeństwach o dorosłości decyduje odpowiedzialność – dziecko, które podejmuje pracę, by pomóc rodzicom, nie jest już postrzegane jako dziecko. Tak jest na przykład w wielu kulturach azjatyckich.
W cywilizacji Zachodu podejście do dziecka zmieniało się bardzo w historii. Swego czasu historyk Philippe Ariès wystąpił z tezą (Historia dzieciństwa), że dzieje dzieciństwa na Zachodzie zaczynają się od zupełnej niewiedzy na temat specyfiki tego okresu w życiu, a nawet stosowanej z rozmachem przemocy (w tym seksualnej) wobec dzieci, poprzez stopniowe odkrywanie szczególnego charakteru dziecka jako osoby, które ostatecznie dokonało się dopiero w ostatnich dwóch stuleciach. Teza z L’Enfant et la vie familiale sous l’Ancien Régime (1960) została częściowo zakwestionowana przez badaczy takich jak Shulamith Shahar i Barbara Hanawalt, którzy wykazali m.in. istnienie troski o dzieci i rozwinięte praktyki wychowawcze w średniowieczu.
Istotnie, dziecko bywało różnie postrzegane, ale teza Arièsa była uproszczeniem. Starożytność miała rozbudowane poglądy pedagogiczne, zdawała więc sobie sprawę ze specyfiki dzieciństwa. W średniowieczu zasadniczo postrzegano dziecko jako dorosłego w pomniejszeniu, co widać na malowidłach z epoki i szczególnych proporcjach dzieci na nich przedstawionych. Uważano, że człowiek rodzi się zasadniczo „gotowy”, tylko mniejszy. Myśl pedagogiczna zaczęła się ponownie rozwijać w renesansie (np. Filip Melanchton). Jednak szczególnie dużą uwagę dzieciństwu i dziecku zaczęto poświęcać dopiero w XIX wieku, starając się chronić je przed wrażeniami, które mogłyby zaszkodzić jego rozwojowi i otaczać dziecko bardzo regularną opieką i kontrolą, czego wcześniej nie nadużywano (w średniowieczu nie zabraniano dzieciom nawet oglądać egzekucji).
Romantyzm wniósł do kultury Zachodu nowe spojrzenie na dziecko: jako nieskażone światem dorosłych i wolne od ograniczeń rozumu, dziecko miało być jakoby bliżej głębszej, metafizycznej prawdy, bliżej uczuć, odczuć, intuicji, spraw ducha. W XX wieku dziecko stało się szczególnym (nieporównywalnym z żadną inną epoką) przedmiotem zainteresowania psychoanalizy i psychologii.
Współczesne organizacje międzynarodowe, takie jak UNICEF, podkreślają, że dzieciństwo powinno być okresem chronionym, niezależnie od lokalnych tradycji. Nadal jednak w wielu krajach występują praktyki takie jak małżeństwa dziecięce, dziecięca praca zarobkowa czy brak dostępu do edukacji.
W XXI wieku coraz częściej mówi się o dziecku jako uczestniku życia publicznego i obywatelu – np. w ramach instytucji rzecznika praw dziecka czy młodzieżowych rad gmin – co świadczy o zmianie w rozumieniu dzieciństwa jako etapu aktywności społecznej, a nie wyłącznie zależności od dorosłych.